# Gyroscope

Exemple de gyroscope dont l'axe de rotation est libre sur deux degrés de liberté. Le rotor (plateau central en rotation) gardera son axe de rotation fixe quelles que soient les orientations des cercles extérieurs mais uniquement lorsque celui-ci est en rotation.

Un gyroscope  (du grec « qui observe la rotation ») est un appareil constitué d'un disque dont l'axe de rotation est libre de prendre toutes les orientations possibles grâce à un système de cardans. Cet appareil exploite le principe de la conservation du moment cinétique en physique (ou encore stabilité gyroscopique ou effet gyroscopique). Cette loi fondamentale de la mécanique veut qu'en l'absence de couple appliqué à un solide en rotation autour d'un de ses axes principaux, celui-ci conserve son axe de rotation invariable. Lorsqu'un couple est appliqué à l'appareil, il provoque une précession ou une nutation du solide en rotation.  
Les  gyroscopes sont utilisés comme capteur de position angulaire, alors que les gyromètres sont des capteurs de vitesse angulaire. Le gyroscope donne la position angulaire (selon un ou deux axes uniquement) de son référentiel par rapport à un référentiel inertiel (ou galiléen).
Dans les smartphones entre autres, les capteurs improprement nommés gyroscopes sont des microsystèmes électromécaniques inertiels.

## Effet gyroscopique
L'essentiel du dispositif est une lourde roue dont la masse est reportée à la périphérie dénommée tore (ou tout objet ayant une symétrie cylindrique) tournant à grande vitesse sur son axe. Celle-ci, une fois lancée, tend à résister aux changements de son orientation. Quand on l'y contraint, le gyroscope réagit de façon paradoxale : en se déplaçant non pas dans la direction de la force qu'il subit comme on s'y attend mais dans une direction perpendiculaire. 
Une façon simple d'expérimenter cet effet consiste à tenir à bout de bras une roue de vélo par les écrous du moyeu et de la faire tourner rapidement par une autre personne. Lorsque l'on tente de pencher sur le côté la roue en rotation, on ressent une résistance. C'est la conservation du moment de rotation qui tend à s'opposer à ce mouvement. L'effet gyroscopique de résistance inertielle est aussi perceptible en tenant à la main un gros disque dur informatique en train de tourner ou bien une meuleuse portative à disque, objets qui tentent de s'opposer à tout changement de direction qu'on leur impose.

## Le gyroscope de Foucault

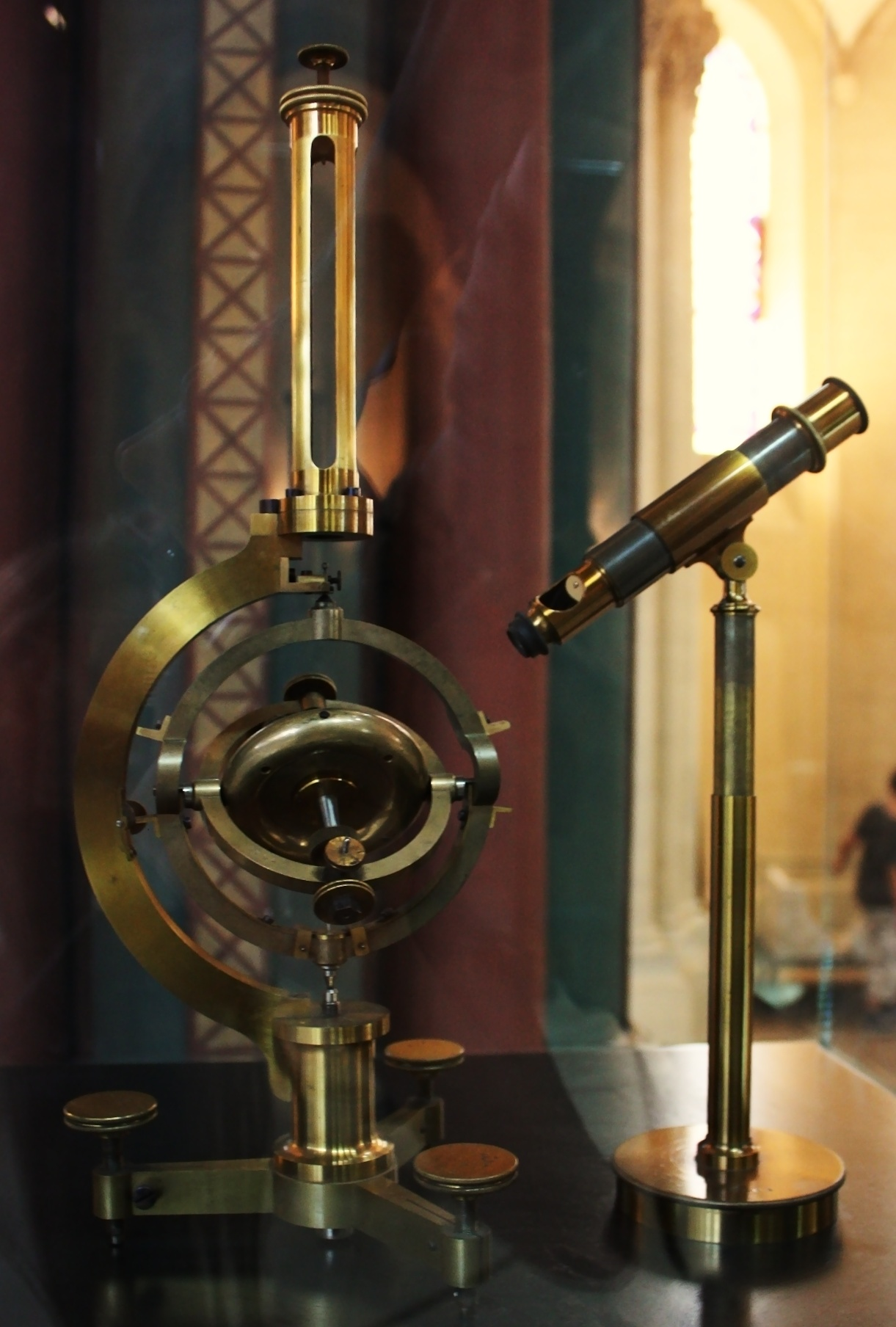
Réplique du gyroscope inventé par Léon Foucault en 1852 construit par Froment pour l'Exposition universelle de 1867 (Conservatoire national des arts et métiers de Paris).

Le tore rendu libre par une double suspension par cardans (3 degrés de liberté) a été réalisé pour la première fois en 1810 par l'astronome allemand Bohnenberger puis perfectionné et baptisé ainsi en 1852 par Léon Foucault pour démontrer la rotation de la Terre déjà mise en évidence en 1851 par son fameux pendule, le pendule de Foucault. L'expérience du pendule réalisée en public au Panthéon (Paris) n'avait pas paru suffisamment convaincante à la communauté scientifique ce qui avait poussé Foucault à réaliser l'année suivante un gyroscope de précision.
Foucault présenta ainsi en 1852 un appareil capable de conserver une rotation suffisamment rapide (150 à 200 tours par seconde) pendant un laps de temps suffisamment long (une dizaine de minutes) pour que des mesures observables puissent être effectuées. La réalisation de cet instrument de haute précision constituait une prouesse mécanique pour l'époque (et encore actuellement) et illustre le talent en mécanique de Foucault et de son collaborateur, Froment,, les pièces en mouvement devant être très rigoureusement équilibrées et les frictions réduites au minimum.
La rotation de la Terre fait apparaître, pour un observateur terrestre, une révolution complète de l'axe de rotation du gyroscope en un jour sidéral, la direction de celui-ci étant apparemment fixe par rapport aux étoiles, cet effet n'étant pas visible si l'axe de rotation du gyroscope est rendu parallèle à l'axe de rotation de la Terre.
Foucault se rendit compte que son appareil constituait une référence inertielle et qu'il pourrait servir à indiquer le nord et la latitude du lieu. En effet, une fois l'axe du gyroscope rendu parallèle à  l'axe de la Terre, il n'en bouge plus quels que soient les mouvements et déplacements donnés à son support mais cette propriété ne pouvait avoir qu'une utilité de démonstration de physique car on ne savait pas alors entretenir la rotation à grande vitesse du tore du gyroscope sur une durée indéfinie. Hopkins utilisera par la suite un moteur électrique en 1890 pour entraîner en continu le tore du gyroscope. Enfin, grâce au moteur électrique, Anschütz en 1908 puis Sperry en 1911 réalisèrent chacun un compas gyroscopique de principe différent, le compas gyroscopique étant une application particulière du gyroscope que l'on contraint à indiquer le Nord. La réalisation pratique des compas gyroscopiques était très attendue pour les besoins de la navigation militaire car les navires étaient désormais construits en métaux ferreux ce qui compliquait l'usage du compas magnétique traditionnel très troublé dans cet environnement hostile et encore davantage à bord des sous-marins dont les flottes commençaient à s'équiper. Par ailleurs, le compas gyroscopique reste opérationnel dans les hautes latitudes, y compris aux Pôles, alors que le compas magnétique n'y est plus utilisable. Enfin, le compas gyroscopique indique le Nord vrai alors que le compas magnétique indique le Nord magnétique dont le pôle n'est pas situé au pôle Nord géographique. On trouvera encore le gyroscope dans le guidage inertiel des missiles et, par exemple, dans le pilotage vers la Lune lors du programme Apollo. On en trouve également dans les satellites artificiels pour le contrôle de l'attitude.

## Généralités
Le fonctionnement du gyroscope repose sur la conservation du moment angulaire (ou moment cinétique). 
Les gyroscopes peuvent être utilisés pour construire des compas gyroscopiques qui complémentent ou remplacent les compas magnétiques (boussoles) — dans les navires, aéronefs et véhicules en général — ainsi que pour aider à la stabilité des motocyclettes, du télescope spatial Hubble et comme un dépôt pour le moment angulaire pour les roues de réaction. Contrairement à une idée répandue, le phénomène de précession est négligeable dans le cas de l'équilibre d'une bicyclette,.
Les effets gyroscopiques sont aussi la base de jouets comme les yo-yos, Powerballs, les toupies ou encore le diabolo.

## Lois physiques

Exemple de mouvement de précession de l'axe d'un gyroscope.

L'équation fondamentale décrivant le comportement du gyroscope est :
{\displaystyle {\vec {\tau }}={\frac {d{\vec {L}}}{dt}}}
où les vecteurs 
{\displaystyle {\vec {\tau }}} et {\displaystyle {\vec {L}}} sont respectivement le moment (ou couple) s'exerçant sur le gyroscope et son moment cinétique.
Dans le cas de l'approximation gyroscopique où la vitesse de rotation ω est élevée, on approxime L par {\displaystyle I{\vec {\omega }}}, le scalaire I étant son moment d'inertie, et {\displaystyle {\vec {\omega }}} son vecteur vitesse angulaire. L'équation devient :
{\displaystyle {\vec {\tau }}={{d(I{\vec {\omega }})} \over {dt}}=I{\vec {\alpha }}}
où le vecteur {\displaystyle {\vec {\alpha }}} est son accélération angulaire.
Il découle de cela qu'un couple {\displaystyle {\vec {\tau }}} appliqué perpendiculairement à l'axe de rotation, et donc perpendiculaire à {\displaystyle {\vec {L}}}, provoque un déplacement perpendiculaire à {\displaystyle {\vec {L}}}. Ce mouvement est appelé précession. La vitesse angulaire de la précession ΩP est donnée par
{\displaystyle {\vec {\tau }}={\vec {\Omega }}_{P}\wedge {\vec {L}}}
Le phénomène de précession peut être observé en plaçant un gyroscope tournant autour de son axe vertical et soutenu par le sol ou un point fixé au sol à une extrémité. Au lieu de tomber comme on peut s'y attendre, le gyroscope apparaît comme défiant la gravité en restant sur son axe vertical, même si un bout de l'axe n'est pas soutenu. L'énergie étant conservée, l'extrémité libre de l'axe décrit lentement un cercle dans un plan horizontal. 
Comme démontre la deuxième équation, sous un moment constant dû à la gravité, la vitesse de précession du gyroscope est inversement proportionnelle à son moment cinétique. Cela signifie que, comme la friction fait ralentir le mouvement tournant du gyroscope, le taux de précession augmente. Cela continue jusqu'à ce que le dispositif ne puisse plus tourner suffisamment rapidement pour soutenir son propre poids, alors il arrête la précession et tombe hors de son support.

## Utilisations
- Centrale à inertie, gyrocompas
- Guidage des torpilles et des missiles par centrale à inertie
- En aviation, l'horizon artificiel, le conservateur de cap, le coordonnateur ou indicateur de virage. L'axe de rotation d'un gyroscope en totale liberté ne possède que deux degrés de liberté. c'est la raison pour laquelle, dans un avion un horizon artificiel constitué d'un gyroscope de verticale ne peut mesurer que le roulis et le tangage. Un deuxième gyroscope, cette fois horizontal, permet de mesurer le lacet afin de d'afficher le cap de l'avion sur un compas gyro directionnel appelé aussi conservateur de cap.
- Boomerang, diabolo, powerball, toupie, yo-yo, hand spinner
- Stabilisateur de caméra lors d'une capture perturbée par le mouvement des vagues, le tangage d'un avion, etc.
- Tentatives (à moitié couronnées de succès) d'utiliser de gigantesques gyroscopes[7] pour supprimer le roulis sur les grands paquebots comme le Conte di savoia dans les années 1930 : de nos jours les grands navires à passagers sont stabilisés par des ailerons (rétractables par beau temps) fonctionnant comme les gouvernes de roulis sur un avion[8]. Ces ailerons sont asservis et pilotés par des gyroscopes  de taille plus modeste.
- Les motocyclettes doivent une grande partie de leur stabilité à l'effet gyroscopique.
- le  Monorail gyroscopique de Brennan, un train innovant du début des années 1900 conçu par Louis Brennan, utilisant deux gyroscopes ainsi qu'un système mécanique d'air sous pression.
- Le gyropode (exemple Segway[9]), véhicule électrique monoplace utilise des gyroscopes pour assurer sa stabilisation de façon autonome.
- Les hélicoptères radiocommandés en possèdent un pour gérer le rotor anticouple, il peut même intégrer une fonction Head Lock qui lui fait garder son cap quelles que soient les conditions
- La Station spatiale internationale possède 4 gyroscopes qui permettent de contrôler son attitude lors de sa trajectoire orbitale autour de la Terre.
- Le télescope spatial Hubble possède 6 gyroscopes permettant de contrôler l'orientation du télescope dans l'espace de manière très précise.
- Dans le domaine du forage pétrolier, pour déterminer la trajectoire d'un puits foré.
- Comme actionneur gyroscopique, par exemple pour contrôler la position d'un cube (Cubli) posé sur un support, par 3 « roues de réaction », éventuellement mouvant (en activant ou freinant la rotation de l'un de plusieurs gyroscopes[10],[11]).